# Lavis
Lavis là một đô thị ở tỉnh Trento ở vùng Trentino-Alto Adige của Ý, tọa lạc cách 7 km về phía bắc của Trento. Vào 31 December 2006, đô thị này có dân số 8.307 người và diện tích là 12,4 km².
Đô thị Lavis có các frazioni (đơn vị trực thuộc, chủ yếu là các làng) Pressano, Sorni and Nave San Felice.
Lavis giáp các đô thị: Giovo, San Michele all'Adige, Nave San Rocco, Zambana, Trento và Terlago.